# 沃草 (公司)
沃草有限公司（英語：Watchout, Co.），是一家台灣公司，在2013年11月創辦，標榜以社會企業形態經營及「亞洲第一個監督政府運作的獨立網路平台」。公司名稱「沃草」為英語「Watch out」的諧音，原意是「提防警戒」，意思是要「提防警戒」政客的作為。沃草主要目的在於監督國會議員與其他民意代表、政府官員等政治人物，時常在網路上轉播立法院議場質詢實況。在2014年臺北市市長選舉时，沃草舉辦「市長，給問嗎」，邀請三位候選人柯文哲、連勝文、馮光遠在網路上回答網友的問題，大獲好評。
現任代表人為董事邱貴菊（柯南投資股份有限公司監察人、米迪企業有限公司前董事），營運長洪國鈞。

## 歷史
2014年9月，沃草公民學院成立，由朱家安擔任主編，並發展出「烙哲學」社群。該社群致力於透過成員共同撰寫與編輯的哲學普及文章和漫畫，以簡單易懂的方式介紹各種哲學概念。
2021年1月，《亞洲週刊》以「台灣民選獨裁幕後：綠營新威權主義現象」為封面標題，刊登將中華民國總統蔡英文頭像結合身穿龍袍身體的圖片，批評其「極度獨裁」。該封面設計與《經濟學人》2013年5月刊登的中共中央总书记习近平身穿龍袍、手持香檳杯的封面圖片相似。沃草隨後發表〈觀點／親中媒體為何罵台灣政府「獨裁」？混淆視聽、要讓台灣人認為民主和極權差不多〉一文，評論此事。隨後《亞洲週刊》在其Facebook粉絲專頁回應沃草的評論。
2021年8月24日，在東京奧運期間，沃草引用陳文成博士紀念基金會的統計資料，公開各家電視台使用「台灣隊」與「中華隊」的比例統計，獲得多家媒體的引用。
2023年，沃草成立民防品牌「刺蝟丘丘」，該品牌旨在結合質感選物與民防知識，並融入「豪豬戰略」的概念，重新詮釋台灣的防衛精神。該品牌吉祥物為刺蝟形象的大蝟與山丘形象的丘丘。
2023年12月14日，沃草團隊發布《積極行動指南》，該指南旨在推廣全民防衛認知，降低民眾了解戰爭資訊的門檻。
《積極行動指南》的內容涵蓋民防知識、戰時心理衝擊及應對策略，強調心理與軍事防衛並重。內容包含混合戰手法、國防戰略、醫療救護及社區災防等，並指導民眾準備避難包及照顧長者、孩童和寵物。
劉文指出，親中政黨在選舉中利用「備戰即是引戰」觀念干擾台灣公民意識，顯示由民間強化民防的重要性。

## 事件與爭議
- 2015年6月，沃草發布聲明指出原執行長柳林瑋涉無授權挪用公款新臺幣200萬元，柳林瑋此後不再代表該公司。沃草代表人由發言人林祖儀代理。柳林瑋則對此聲稱風波全因他便宜行事而起，全案進入司法程序[17]。爭議事件中發現，2014年6月於網路群眾募資平台flyingV上「國會無雙2.0」募資計畫，募得新臺幣492萬元轉入柳林瑋個人帳戶。後續沃草清查顯示，國會無雙計畫相關支出已超過上述金額，不足部分則由沃草資金墊付，並已公告會計師事務所的查核報告[18]。在柳林瑋解職後，沃草發布聲明，證實部分員工勞、健保投保作業有行政疏失，將會在最快時間依照相關法令主動向勞動部勞工保險局、衛生福利部中央健康保險署申報彌補，也對於員工權益受損表達歉意[19]。

- 2021年5月20日，沃草再發聲明指出前執行長林祖儀涉嫌挪用公司公款，期間長達數年，另曾偽造股東簽名，以公司名義向銀行借款、盜用資源，累計金額高達新台幣2,000萬。沃草已緊急將林祖儀解職，並赴台北地檢署對林提告業務侵占、偽造文書、背信等罪[20]。經查詢經濟部商業司公司登記資料，發現早於2020年10月，沃草公司即已將董事林祖儀默默撤換。

## 外部連結
- 沃草有限公司 （页面存档备份，存于）
- 沃草 Watchout的Facebook專頁
- 沃草 Watchout的Instagram帳戶
- 沃草 Watchout的X（前Twitter）
- YouTube上的WatchoutTW頻道
- 台灣公司資料